# 멜라닌소체
멜라닌소체(영어: melanosome)는 동물계에서 발견되는 가장 흔한 흡광 색소인 멜라닌을 포함하고 있는 세포소기관이다. 멜라닌소체를 생산하는 세포는 멜라닌세포라고 하며, 멜라닌소체를 잡아먹는 세포를 멜라닌 탐식세포라고 한다. 멜라닌소체는 지질막에 의해 싸여있으며, 일반적으로 둥글고, 소시지나 담배와 같은 형태를 지닌다. 전자 현미경으로 관측하면, 특징적인 초미세구조를 관측할 수 있으며, 이는 멜라닌소체의 성숙 정도에 따라 차이를 보인다. 멜라닌소체는 세포 내부의 일련의 효소에 있는 색소에 따라 차이를 보이며, 이 효소는 일반적으로 멜라닌으로 알려진 커다란 분자구조를 합성한다. 멜라닌 합성 효소가 장애가 있거나 혹은 효소 자체가 없을 경우에는 다양한 종류의 백색증을 유발한다. 일부 멜라닌세포에서, 멜라닌소체는 세포 내부에 가만히 유지된다. 하지만 어떤 경우에는, 세포는 표면을 위족인양 길게 늘려서, 멜라닌소체를 세포의 중심으로부터 멀리 치워버리고, 빛 흡수 효율을 높이게 된다. 예를 들어, 이러한 과정은 자외선 노출시 피부 멜라닌세포에서 천천히 발생하며, 이 과정과 동시에 새로운 멜라닌소체의 형성 및 인접 케라틴세포, 즉 일반적인 피부 표피 세포에도 멜라닌소체를 제공하는 효과를 보이게 된다. 이러한 과정은 자외선이나 태양광에 피부를 그을릴때 발생한다. 어류, 양서류, 갑각류, 파충류 등의 많은 종에서 멜라닌소체는 세포 내부에서 매우 이동성이 강하며 이는 호르몬 (때로는 신경) 제어에 의한다. 이러한 결과로 각 종은 색상에서 변화를 일으키며, 이러한 색상 변화는 개체간의 신호 등으로 사용된다. 많은 두족류(문어나 오징어) 역시 아름답고도 급격한 색상 변화를 보이지만, 이는 색소포라는 다른 기관에서 이루어진다.